# Adriana Brakel
Adriana Francina Brakel (Amsterdam, 25 ottobre 1956) è un'ex cestista olandese.

## Carriera
Con i Paesi Bassi ha disputato i Campionati europei del 1976.